# 馬尼亞峰
46°22′55″N 9°43′48″E / 46.38194°N 9.73000°E

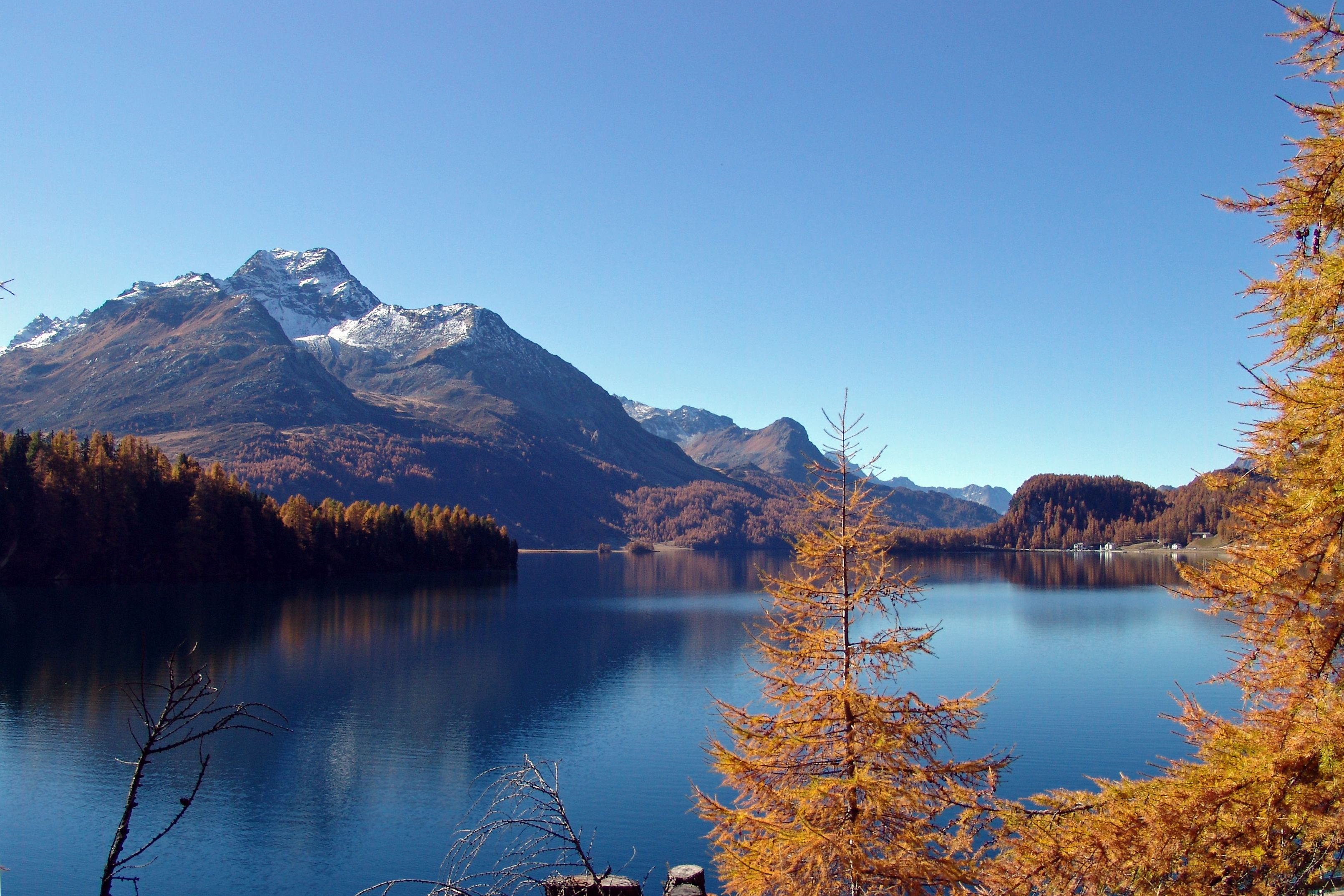

馬尼亞峰（Piz da la Margna），是瑞士的山峰，位於該國東南部，由格勞賓登州負責管轄，屬於貝爾尼納山脈的一部分，海拔高度3,159米，每年平均降雨量1,693毫米。